# Interstate 295 (Maine)
Pour les articles homonymes, voir Interstate 295.
L'Interstate 295 (I-295) est une autoroute auxiliaire de 52 miles (84 km) dans le Maine. Elle débute à l'I-95 à Scarborough et se relie à nouveau à l'I-95 à West Gardiner. L'autoroute sert de voie de contournement de la région de Lewiston–Auburn en plus de desservir la région métropolitaine de Portland. Elle est une liaison plus directe entre Portland et Augusta, la capitale de l'État, que sa route-mère, l'I-95. De plus, elle est gratuite alors que l'I-95 est gérée par le Maine Turnpike.

## Description du tracé
L'I-295 se sépare de l'I-95 (Maine Turnpike) pour donner accès au centre-ville de Portland. L'autoroute suit la côte Atlantique ainsi que la rivière Kennebec jusqu'à ce qu'elle atteigne à nouveau l'I-95 à West Gardiner.

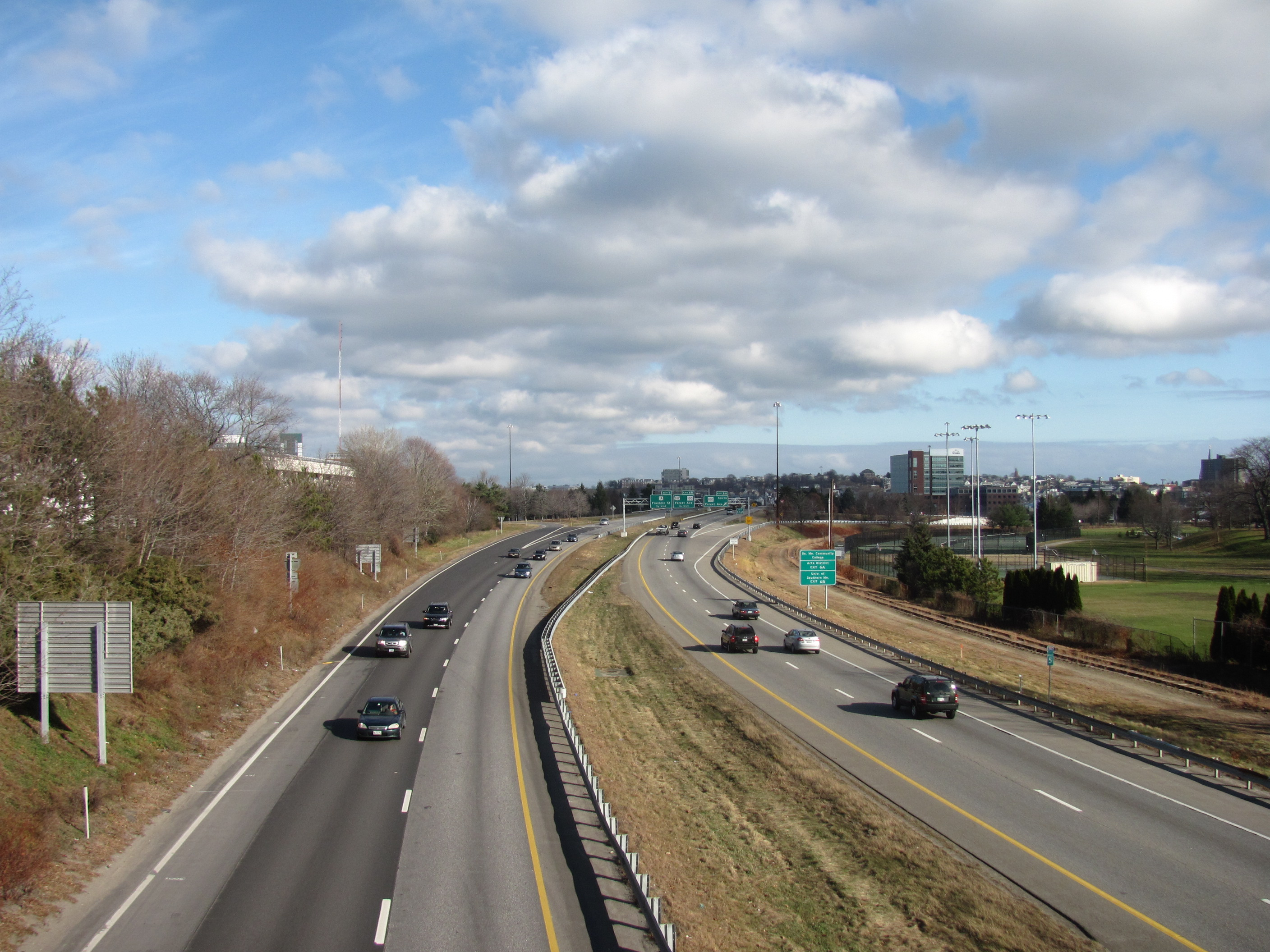
I-295 nord à Portland.

Après s'être séparée de l'I-95, l'I-295 possède un poste de péage. L'autoroute entre alors à South Portland et passe au sud de l'Aéroport de Portland. Elle se dirige vers le nord-est et entre dans le centre-ville de Portland. Elle passe au nord des quartiers historiques en continuant vers le nord-est. En sortant de Portland, l'I-295 arrive à Falmouth. Elle longe la US 1 jusqu'à la ville de Brunswick. À cet endroit, l'I-295 bifurque pour adopter une orientation vers le nord. Elle traverse des régions plus rurales et atteint son terminus nord à la jonction avec l'I-95 à West Gardiner.

## Liste des sorties
| Interstate 295                                    |                                |       |       |                                                               |                                                                                     | |
| Comté                                             | Municipalité                   | mi    | km    | Sortie                                                        | Intersections / Destinations                                                        | Notes |
| Cumberland                                        | Scarborough                    | 0,00  | 0,00  |                                                               | I-95 sud / Maine Turnpike sud – Kittery                                             | Sortie 44 de l'I-95                                                                                           |
| Cumberland                                        | Scarborough                    | 0,55  | 0,89  | Poste de péage                                                | Poste de péage                                                                      | Poste de péage                                                                                                |
| Cumberland                                        | South Portland                 | 1,26  | 2,03  | 1                                                             | Vers US 1 – South Portland                                                          | Sortie direction nord seulement                                                                               |
| Cumberland                                        | South Portland                 | 1,26  | 2,03  | 1                                                             | Vers I-95 / Maine Turnpike / Maine Mall Road                                        | Sortie direction sud, entrée direction nord                                                                   |
| Cumberland                                        | South Portland                 | 1,99  | 3,20  | 2                                                             | Vers US 1 sud (Scarborough Connector) – Scarborough, Old Orchard Beach              | Sortie direction sud, entrée direction nord                                                                   |
| Cumberland                                        | South Portland                 | 2,16  | 3,48  | 3                                                             | SR 9 (en) (Westbrook Street) – Jetport                                              | Sortie direction sud, entrée direction nord                                                                   |
| Cumberland                                        | South Portland                 | 3,19  | 5,13  | 4                                                             | Casco Bay Drive – Front de mer de Portland                                          | Indication direction nord                                                                                     |
| Cumberland                                        | South Portland                 | 3,19  | 5,13  | 4                                                             | US 1 sud (Main Street)                                                              | Indication direction sud; terminus sud du multiplex avec US 1                                                 |
| Cumberland                                        | Limite South Portland–Portland | 3,70  | 5,95  | Fore River                                                    | Fore River                                                                          | Fore River |
| Cumberland                                        | Portland                       | 4,46  | 7,18  | 5                                                             | SR 22 (en) / US 1A (Congress Street)                                                | Indiqué sortie 5A (est) et 5B (ouest) en direction sud                                                        |
| Cumberland                                        | Portland                       | 5,35  | 8,61  | 6A                                                            | SR 100 (en) sud (Forest Avenue)                                                     | |
| Cumberland                                        | Portland                       | 5,35  | 8,61  | 6B                                                            | SR 100 (en) nord (Forest Avenue) / US 302 ouest                                     | |
| Cumberland                                        | Portland                       | 5,89  | 9,48  | 7                                                             | US 1A (Franklin Street)                                                             | |
| Cumberland                                        | Portland                       | 6,57  | 10,57 | 8                                                             | SR 26 (en) sud (Washington Avenue)                                                  | Terminus sud du multiplex avec SR 26; sortie direction sud, entrée direction nord; indication direction sud   |
| Cumberland                                        | Portland                       | 6,60  | 10,60 | Tukey's Bridge au-dessus de Back Cove                         | Tukey's Bridge au-dessus de Back Cove                                               | Tukey's Bridge au-dessus de Back Cove                                                                         |
| Cumberland                                        | Portland                       | 6,73  | 10,83 | 8                                                             | SR 26 (en) nord (Washington Avenue)                                                 | Terminus nord du multiplex avec SR 26; sortie direction nord, entrée direction sud; indication direction nord |
| Cumberland                                        | Portland                       | 6,97  | 11,22 | 9                                                             | US 1 sud / SR 26 (en) nord (Washington Avenue) / Baxter Boulevard                   | Indication direction sud; sortie direction sud, entrée direction nord                                         |
| Cumberland                                        | Portland                       | 7,12  | 11,46 | 9                                                             | US 1 nord – Falmouth Foreside                                                       | Terminus nord du multiplex avec US 1; indication direction nord; sortie direction nord, entrée direction sud  |
| Cumberland                                        | Falmouth                       | 9,45  | 15,21 | Pont Ryan Quirion Guthrie au-dessus de la rivière Presumpscot | Pont Ryan Quirion Guthrie au-dessus de la rivière Presumpscot                       | Pont Ryan Quirion Guthrie au-dessus de la rivière Presumpscot                                                 |
| Cumberland                                        | Falmouth                       | 10,62 | 17,09 | 10                                                            | Vers I-95 / Maine Turnpike / US 1 / SR 9 (en) / Bucknam Road – Falmouth, Cumberland | I-95 et Cumberland indiqués en direction nord seulement                                                       |
| Cumberland                                        | Falmouth                       | 11,00 | 17,70 | 11                                                            | I-95 / Maine Turnpike – New Hampshire, Massachusetts                                | Sortie direction sud, entrée direction nord; ancien terminus nord; accès via la Falmouth Spur                 |
| Cumberland                                        | Yarmouth                       | 15,24 | 24,53 | 15                                                            | US 1 – Yarmouth, Cumberland                                                         | |
| Cumberland                                        | Yarmouth                       | 16,35 | 26,31 | Royal River                                                   | Royal River                                                                         | Royal River                                                                                                   |
| Cumberland                                        | Yarmouth                       | 17,24 | 27,75 | 17                                                            | US 1 – Yarmouth, Freeport                                                           | Freeport indiqué en direction nord seulement                                                                  |
| Cumberland                                        | Limite Yarmouth–Freeport       | 17,98 | 28,94 | Cousins River                                                 | Cousins River                                                                       | Cousins River                                                                                                 |
| Cumberland                                        | Freeport                       | 20,65 | 33,23 | 20                                                            | Vers US 1 / Desert Road – Freeport                                                  | US 1 indiqué en direction sud seulement                                                                       |
| Cumberland                                        | Freeport                       | 22,25 | 35,81 | 22                                                            | SR 125 (en) (Mallet Drive) / SR 136 (en) – Freeport, Durham                         | |
| Cumberland                                        | Freeport                       | 23,70 | 38,14 | 24                                                            | US 1 – Freeport                                                                     | Sortie et entrée direction nord                                                                               |
| Cumberland                                        | Brunswick                      | 28,38 | 45,67 | 28                                                            | US 1 (Coastal Route) – Brunswick, Bath                                              | |
| Limite Cumberland–Sagadahoc                       | Limite Brunswick–Topsham       | 30,02 | 48,31 | Rivière Androscoggin                                          | Rivière Androscoggin                                                                | Rivière Androscoggin                                                                                          |
| Sagadahoc                                         | Topsham                        | 31,04 | 49,95 | 31A                                                           | SR 196 (en) est – Topsham, Brunswick                                                | Indiqué sortie 31 en direction nord; Brunswick et Lewiston apparaissent en direction sud seulement            |
| Sagadahoc                                         | Topsham                        | 31,04 | 49,95 | 31B                                                           | SR 196 (en) ouest (Lewiston Road) – Lisbon, Lewiston                                | Indiqué sortie 31 en direction nord; Brunswick et Lewiston apparaissent en direction sud seulement            |
| Sagadahoc                                         | Bowdoinham                     | 37,10 | 59,71 | 37                                                            | SR 125 (en) / SR 138 (en) – Bowdoinham, Bowdoin                                     | |
| Sagadahoc                                         | Richmond                       | 43,47 | 69,96 | 43                                                            | SR 197 (en) – Richmond, Litchfield                                                  | |
| Kennebec                                          | Gardiner                       | 49,29 | 79,32 | 49                                                            | US 201 – Gardiner                                                                   | |
| Kennebec                                          | Limite Gardiner–West Gardiner  | 50,29 | 80,93 | Cobbosseecontee Stream                                        | Cobbosseecontee Stream                                                              | Cobbosseecontee Stream                                                                                        |
| Kennebec                                          | West Gardiner                  | 51,48 | 82,85 | 51                                                            | SR 9 (en) / SR 126 (en) – Litchfield, Gardiner,                                     | |
| Kennebec                                          | West Gardiner                  | 51,70 | 83,20 | bbbPoste de péage                                             | bbbPoste de péage                                                                   | bbbPoste de péage                                                                                             |
| Kennebec                                          | West Gardiner                  | 52,27 | 84,12 | —                                                             | I-95 nord / Maine Turnpike nord – Augusta, Waterville                               | |
| - Terminus de multiplex - Péage - Accès incomplet |                                |       |       |                                                               |                                                                                     | |